# Comuna de Wilamowice
Wilamowice (polaco: Gmina Wilamowice) é uma gminy (comuna) na Polónia, na voivodia de Santa Cruz e no condado de Bielski. A sede do condado é a cidade de Wilamowice.
De acordo com os censos de 2004, a comuna tem 14 888 habitantes, com uma densidade 262,5 hab/km².

## Área
Estende-se por uma área de 56,72 km², incluindo:
- área agricola: 76%
- área florestal: 8%

## Demografia
Dados de 30 de Junho 2004:
|                      | Total   | Total | Mulheres | Mulheres | Homens  | Homens |
| -------------------- | ------- | ----- | -------- | -------- | ------- | ------ |
|                      | pessoas | %     | pessoas  | %        | pessoas | %      |
| População            | 14 888  | 100   | 7600     | 51       | 7288    | 49     |
| Densidade (pop./km²) | 262,5   | 100   | 134      | 134      | 128,5   | 128,5  |

De acordo com dados de 2002, o rendimento médio per capita ascendia a 1254,9 zł.

## Comunas vizinhas
- Bestwina, Comuna de Bielsko-Biała, Brzeszcze, Kęty, Kozy, Miedźna